# Гордон Бајнаи
Гордон Ђерђ Бајнаи (мађ. Bajnai György Gordon; Сегедин, 5. март 1968) је мађарски политичар. Постао је премијер Мађарске, 14. априла 2009. године, након изгласавања конструктивног неповерења влади Ференца Ђурчања. Пре избора за седмог премијера после пада комунизма обављао је функцију министра за економије у влади Ференца Ђурчања.
Дипломирао је 1991. године на будимпештанском Економском факултету на одсеку за међународне односе.